# Dulce Pugliese de Godoy Bueno
Dulce Pugliese de Godoy Bueno (São Paulo, 1947) é uma médica e empresária brasileira, formada em medicina e PhD em administração pela Universidade do Texas. Juntamente com o marido Edson de Godoy Bueno, fundou a empresa Amil e controla 48% das ações da empresa DASA. De acordo com a revista Forbes, é uma das pessoas mais ricas do Brasil, com um patrimônio estimado em 2020 de US$ 3,8 bilhões.

## Fortuna
Em janeiro de 2021 foi listada pela Forbes pela primeira vez como a mulher mais rica do Brasil com fortuna estimada em R$32,63 bilhões.